# 静岡県道62号浜松雄踏線
静岡県道62号浜松雄踏線（しずおかけんどう62ごう はままつゆうとうせん）は、静岡県浜松市中央区県居地区から浜松市中央区雄踏地区に至る県道（主要地方道）である。通称は雄踏街道。

## 概要
近年、片側2車線道路（全4車線）に拡幅された。その際、西伊場から西の区間は拡幅ではなく新たに敷き直された。もともと交通量の多かった路線であり、拡張工事が行われた後は旧道区間の交通量は減少し、往来しやすくなった。なおこの県道をほぼ一直線に走る遠州鉄道のバス路線は、現在でも旧道区間から変更されていない。

### 路線データ
- 陸上距離：14.0 km
- 起点：浜松市中央区成子町（国道257号交点）
- 終点：浜松市中央区雄踏町宇布見（宇布見橋北交差点、静岡県道49号細江舞阪線交点）

## 歴史
- 1960年（昭和35年）4月1日 - 認定
- 1976年（昭和51年）7月13日 - 路線番号が324号から変更される[1]。
- 1993年（平成5年）5月11日 - 建設省から、県道浜松雄踏線が浜松雄踏線として主要地方道に指定される[2]。
- 1998年（平成10年） - バイパス道路の一部が開通（西伊場町 - 入野町東部）。
- 2000年（平成12年）頃 - イオン浜松西ショッピングセンター東側までバイパス道路延伸。
- 2002年（平成14年） - 入野町(柏原上島線）で延伸。また東伊場の拡張工事がこの頃より本格化する。
- 2004年（平成16年）夏頃 - 浜名湖花博開催に合わせ、バイパス道路が全通。

## 路線状況

### 別名
- 雄踏街道（浜松市）

## 地理

### 通過する自治体
- 浜松市（中央区）

### 交差する道路
- 国道257号（浜松市中央区成子町、起点）
- 都市計画道路鴨江倉松線（浜松市中央区西伊場町、西伊場町交差点）［通称オレンジストリート］
- 静岡県道326号高塚停車場入野線（浜松市中央区入野町・入野小学校南交差点）
- 都市計画道路柏原上島線（浜松市中央区入野町・帰帆橋南交差点）
- 静岡県道65号浜松環状線（浜松市中央区志都呂二丁目・南九領橋交差点）
- 静岡県道49号細江舞阪線・静岡県道325号宇布見浜松線（浜松市中央区雄踏町・宇布見橋北交差点、終点）

### 沿線
- 東海旅客鉄道浜松工場
- 浜松商工会議所
- イオン浜松西ショッピングセンター
- 東京インテリア家具浜松店
- イオンモール浜松志都呂